# Campeonato de Primera División 2004-05 (Argentina)
El Campeonato de Primera División 2004-05 fue la septuagésima quinta temporada de la era profesional de la Primera División del fútbol argentino. Comenzó en el segundo semestre del primer año con el Torneo Apertura 2004 y finalizó en el primer semestre del segundo año con el Torneo Clausura 2005, los que consagraron cada uno a su propio campeón. Inició el 13 de agosto de 2004 y finalizó el 3 de julio de 2005.
Los nuevos participantes fueron los cuatro equipos ascendidos de la Primera B Nacional 2003-04: Argentinos Juniors, Almagro e Instituto, que volvieron a la categoría después de dos, tres y cuatro años, respectivamente; y Huracán de Tres Arroyos, que participó por primera vez de la máxima división.
El campeonato otorgó cinco cupos a la Copa Libertadores 2006 —dos de los cuales le correspondieron a los campeones de la temporada—, y seis a la Copa Sudamericana 2005.
Se produjeron también dos descensos por el sistema de promedios a la Primera B Nacional, y se determinaron además a los dos equipos que disputaron la promoción. 

## Ascensos y descensos
| Pos.            | Equipos ascendidos de la B Nacional 2003-04 |
| --------------- | ------------------------------------------- |
| Campeón         | Instituto                                   |
| Segundo ascenso | Almagro                                     |
| Promoción       | Argentinos Juniors                          |
| Promoción       | Huracán (TA)                                |

| Prom.     | Equipos descendidos en la temporada 2003-04 |
| --------- | ------------------------------------------- |
| Promoción | Talleres (C)                                |
| Promoción | Atlético de Rafaela                         |
| 19.º      | Chacarita Juniors                           |
| 20.º      | Nueva Chicago                               |

## Formato
Cada fase del campeonato fue un torneo independiente, llamados respectivamente Apertura y Clausura. Se jugaron en una sola rueda de todos contra todos, siendo la segunda las revanchas de la primera, y tuvieron su propio campeón.

## Equipos
| Equipo             | Ciudad          | Estadio                                    |
| ------------------ | --------------- | ------------------------------------------ |
| Almagro            | José Ingenieros | Tres de Febrero                            |
| Argentinos Juniors | Buenos Aires    | Diego Armando Maradona                     |
| Arsenal            | Sarandí         | Julio Humberto Grondona                    |
| Banfield           | Banfield        | Florencio Sola                             |
| Boca Juniors       | Buenos Aires    | Alberto J. Armando                         |
| Colón              | Santa Fe        | Brigadier General Estanislao López         |
| Estudiantes        | La Plata        | Jorge Luis Hirschi                         |
| Gimnasia y Esgrima | La Plata        | Juan Carmelo Zerillo                       |
| Huracán            | Tres Arroyos    | Roberto Lorenzo Bottino José María Minella |
| Independiente      | Avellaneda      | La Doble Visera                            |
| Instituto          | Córdoba         | Juan Domingo Perón                         |
| Lanús              | Lanús           | Ciudad de Lanús                            |
| Newell's Old Boys  | Rosario         | Coloso del Parque                          |
| Olimpo             | Bahía Blanca    | Roberto Natalio Carminatti                 |
| Quilmes            | Quilmes         | Centenario Dr. José Luis Meiszner          |
| Racing Club        | Avellaneda      | Presidente Perón                           |
| River Plate        | Buenos Aires    | Antonio Vespucio Liberti                   |
| Rosario Central    | Rosario         | Gigante de Arroyito                        |
| San Lorenzo        | Buenos Aires    | Pedro Bidegain                             |
| Vélez Sarsfield    | Buenos Aires    | José Amalfitani                            |

### Distribución geográfica de los equipos
| Región                                   | Cant. | Equipos                                                                      |
| ---------------------------------------- | ----- | ---------------------------------------------------------------------------- |
| Conurbano bonaerense                     | 7     | Almagro, Arsenal, Banfield, Independiente, Lanús, Quilmes y Racing Club      |
| Ciudad de Buenos Aires                   | 5     | Argentinos Juniors, Boca Juniors, River Plate, San Lorenzo y Vélez Sarsfield |
| Provincia de Santa Fe                    | 3     | Colón, Newell's Old Boys y Rosario Central                                   |
| Ciudad de La Plata                       | 2     | Estudiantes y Gimnasia y Esgrima                                             |
| Interior de la provincia de Buenos Aires | 2     | Huracán (TA) y Olimpo                                                        |
| Provincia de Córdoba                     | 1     | Instituto                                                                    |

## Torneo Apertura

### Tabla de posiciones
| Pos. | Equipo                  | Pts. | PJ | PG | PE | PP | GF | GC | Dif. |
| ---- | ----------------------- | ---- | -- | -- | -- | -- | -- | -- | ---- |
| 1.º  | Newell's Old Boys       | 36   | 19 | 10 | 6  | 3  | 22 | 11 | 11   |
| 2.º  | Vélez Sarsfield         | 34   | 19 | 10 | 4  | 5  | 21 | 16 | 5    |
| 3.º  | River Plate             | 33   | 19 | 9  | 6  | 4  | 28 | 19 | 9    |
| 4.º  | Estudiantes (LP)        | 30   | 19 | 7  | 9  | 3  | 22 | 14 | 8    |
| 5.º  | San Lorenzo             | 30   | 19 | 8  | 6  | 5  | 29 | 22 | 7    |
| 6.º  | Rosario Central         | 30   | 19 | 8  | 6  | 5  | 19 | 15 | 4    |
| 7.º  | Colón                   | 27   | 19 | 7  | 6  | 6  | 24 | 22 | 2    |
| 8.º  | Boca Juniors            | 26   | 19 | 7  | 5  | 7  | 22 | 16 | 6    |
| 9.º  | Banfield                | 26   | 19 | 6  | 8  | 5  | 24 | 22 | 2    |
| 10.º | Racing Club             | 26   | 19 | 8  | 2  | 9  | 23 | 22 | 1    |
| 11.º | Lanús                   | 26   | 19 | 6  | 8  | 5  | 25 | 26 | −1   |
| 12.º | Gimnasia y Esgrima (LP) | 25   | 19 | 6  | 7  | 6  | 16 | 23 | −7   |
| 13.º | Arsenal                 | 24   | 19 | 5  | 9  | 5  | 17 | 16 | 1    |
| 14.º | Quilmes                 | 24   | 19 | 6  | 6  | 7  | 14 | 18 | −4   |
| 15.º | Independiente           | 23   | 19 | 6  | 5  | 8  | 23 | 26 | −3   |
| 16.º | Argentinos Juniors      | 22   | 19 | 6  | 4  | 9  | 17 | 18 | −1   |
| 17.º | Almagro                 | 22   | 19 | 4  | 10 | 5  | 15 | 18 | −3   |
| 18.º | Olimpo                  | 17   | 19 | 4  | 5  | 10 | 21 | 29 | −8   |
| 19.º | Instituto               | 14   | 19 | 2  | 8  | 9  | 16 | 30 | −14  |
| 20.º | Huracán (TA)            | 12   | 19 | 2  | 6  | 11 | 19 | 34 | −15  |

|  |

## Torneo Clausura

### Tabla de posiciones
| Pos. | Equipo                  | Pts. | PJ | PG | PE | PP | GF | GC | Dif. |
| ---- | ----------------------- | ---- | -- | -- | -- | -- | -- | -- | ---- |
| 1.º  | Vélez Sarsfield         | 39   | 19 | 11 | 6  | 2  | 32 | 14 | 18   |
| 2.º  | Banfield                | 33   | 19 | 10 | 3  | 6  | 25 | 16 | 9    |
| 3.º  | Racing Club             | 32   | 19 | 9  | 5  | 5  | 25 | 17 | 8    |
| 4.º  | Estudiantes (LP)        | 31   | 19 | 8  | 7  | 4  | 28 | 23 | 5    |
| 5.º  | Rosario Central         | 31   | 19 | 8  | 7  | 4  | 27 | 24 | 3    |
| 6.º  | Arsenal                 | 30   | 19 | 8  | 6  | 5  | 27 | 22 | 5    |
| 7.º  | Gimnasia y Esgrima (LP) | 29   | 19 | 9  | 2  | 8  | 25 | 25 | 0    |
| 8.º  | Lanús                   | 28   | 19 | 7  | 7  | 5  | 36 | 27 | 9    |
| 9.º  | Instituto               | 28   | 19 | 8  | 4  | 7  | 32 | 30 | 2    |
| 10.º | River Plate             | 27   | 19 | 8  | 3  | 8  | 31 | 29 | 2    |
| 11.º | Colón                   | 26   | 19 | 6  | 8  | 5  | 30 | 23 | 7    |
| 12.º | Independiente           | 26   | 19 | 6  | 8  | 5  | 29 | 26 | 3    |
| 13.º | Olimpo                  | 26   | 19 | 7  | 5  | 7  | 18 | 22 | −4   |
| 14.º | Newell's Old Boys       | 24   | 19 | 5  | 9  | 5  | 22 | 21 | 1    |
| 15.º | Boca Juniors            | 22   | 19 | 6  | 4  | 9  | 26 | 30 | −4   |
| 16.º | San Lorenzo             | 22   | 19 | 6  | 4  | 9  | 23 | 29 | −6   |
| 17.º | Argentinos Juniors      | 21   | 19 | 5  | 6  | 8  | 28 | 30 | −2   |
| 18.º | Quilmes                 | 20   | 19 | 5  | 5  | 9  | 16 | 23 | −7   |
| 19.º | Almagro                 | 13   | 19 | 3  | 4  | 12 | 22 | 44 | −22  |
| 20.º | Huracán (TA)            | 5    | 19 | 0  | 5  | 14 | 12 | 42 | −30  |

|  |

## Tabla de posiciones del campeonato 2004-05
Esta tabla fue utilizada como clasificatoria para la Copa Sudamericana 2005 y la Copa Libertadores 2006.

### Clasificación a la Copa Sudamericana 2005
Argentina tuvo 7 cupos en la Copa Sudamericana 2005: Boca Juniors, como campeón de la edición 2004, River Plate, como invitado de la Conmebol, y los 5 equipos mejor ubicados en esta tabla.
| Pos. | Equipo                  | Pts. | PJ | PG | PE | PP | GF | GC | Dif. |
| ---- | ----------------------- | ---- | -- | -- | -- | -- | -- | -- | ---- |
| 1.º  | Vélez Sarsfield         | 73   | 38 | 21 | 10 | 7  | 53 | 30 | 23   |
| 2.º  | Estudiantes (LP)        | 61   | 38 | 15 | 16 | 7  | 50 | 37 | 13   |
| 3.º  | Rosario Central         | 61   | 38 | 16 | 13 | 9  | 46 | 39 | 7    |
| 4.º  | River Plate             | 60   | 38 | 17 | 9  | 12 | 59 | 48 | 11   |
| 5.º  | Newell's Old Boys       | 60   | 38 | 15 | 15 | 8  | 44 | 32 | 12   |
| 6.º  | Banfield                | 59   | 38 | 16 | 11 | 11 | 49 | 38 | 11   |
| 7.º  | Racing Club             | 58   | 38 | 17 | 7  | 14 | 48 | 39 | 9    |
| 8.º  | Lanús                   | 54   | 38 | 13 | 15 | 10 | 61 | 53 | 8    |
| 9.º  | Arsenal                 | 54   | 38 | 13 | 15 | 10 | 44 | 38 | 6    |
| 10.º | Gimnasia y Esgrima (LP) | 54   | 38 | 15 | 9  | 14 | 41 | 48 | −7   |
| 11.º | Colón                   | 53   | 38 | 13 | 14 | 11 | 54 | 45 | 9    |
| 12.º | San Lorenzo             | 52   | 38 | 14 | 10 | 14 | 52 | 51 | 1    |
| 13.º | Independiente           | 49   | 38 | 12 | 13 | 13 | 52 | 52 | 0    |
| 14.º | Boca Juniors            | 48   | 38 | 13 | 9  | 16 | 48 | 46 | 2    |
| 15.º | Quilmes                 | 44   | 38 | 11 | 11 | 16 | 30 | 41 | −11  |
| 16.º | Argentinos Juniors      | 43   | 38 | 11 | 10 | 17 | 45 | 48 | −3   |
| 17.º | Olimpo                  | 43   | 38 | 11 | 10 | 17 | 39 | 51 | −12  |
| 18.º | Instituto               | 42   | 38 | 10 | 12 | 16 | 48 | 60 | −12  |
| 19.º | Almagro                 | 35   | 38 | 7  | 14 | 17 | 37 | 62 | −25  |
| 20.º | Huracán (TA)            | 17   | 38 | 2  | 11 | 25 | 31 | 76 | −45  |

|  | Clasificados a la Copa Sudamericana 2005. |

| 1. 2. |

### Clasificación a la Copa Libertadores 2006
Argentina tuvo 5 cupos en la Copa Libertadores 2006. Los 4 primeros, que clasificaron a la segunda fase, fueron para el campeón del Torneo Apertura 2004, el campeón del Torneo Clausura 2005, y los 2 equipos mejor ubicados en esta tabla. El cupo restante, que clasificó a la primera fase, fue para el tercero mejor ubicado de esta tabla.
| Pos. | Equipo                  | Pts. | PJ | PG | PE | PP | GF | GC | Dif. |
| ---- | ----------------------- | ---- | -- | -- | -- | -- | -- | -- | ---- |
| 1.º  | Vélez Sarsfield         | 73   | 38 | 21 | 10 | 7  | 53 | 30 | 23   |
| 2.º  | Estudiantes (LP)        | 61   | 38 | 15 | 16 | 7  | 50 | 37 | 13   |
| 3.º  | Rosario Central         | 61   | 38 | 16 | 13 | 9  | 46 | 39 | 7    |
| 4.º  | River Plate             | 60   | 38 | 17 | 9  | 12 | 59 | 48 | 11   |
| 5.º  | Newell's Old Boys       | 60   | 38 | 15 | 15 | 8  | 44 | 32 | 12   |
| 6.º  | Banfield                | 59   | 38 | 16 | 11 | 11 | 49 | 38 | 11   |
| 7.º  | Racing Club             | 58   | 38 | 17 | 7  | 14 | 48 | 39 | 9    |
| 8.º  | Lanús                   | 54   | 38 | 13 | 15 | 10 | 61 | 53 | 8    |
| 9.º  | Arsenal                 | 54   | 38 | 13 | 15 | 10 | 44 | 38 | 6    |
| 10.º | Gimnasia y Esgrima (LP) | 54   | 38 | 15 | 9  | 14 | 41 | 48 | −7   |
| 11.º | Colón                   | 53   | 38 | 13 | 14 | 11 | 54 | 45 | 9    |
| 12.º | San Lorenzo             | 52   | 38 | 14 | 10 | 14 | 52 | 51 | 1    |
| 13.º | Independiente           | 49   | 38 | 12 | 13 | 13 | 52 | 52 | 0    |
| 14.º | Boca Juniors            | 48   | 38 | 13 | 9  | 16 | 48 | 46 | 2    |
| 15.º | Quilmes                 | 44   | 38 | 11 | 11 | 16 | 30 | 41 | −11  |
| 16.º | Argentinos Juniors      | 43   | 38 | 11 | 10 | 17 | 45 | 48 | −3   |
| 17.º | Olimpo                  | 43   | 38 | 11 | 10 | 17 | 39 | 51 | −12  |
| 18.º | Instituto               | 42   | 38 | 10 | 12 | 16 | 48 | 60 | −12  |
| 19.º | Almagro                 | 35   | 38 | 7  | 14 | 17 | 37 | 62 | −25  |
| 20.º | Huracán (TA)            | 17   | 38 | 2  | 11 | 25 | 31 | 76 | −45  |

|  | Campeones de la temporada y clasificados a la segunda fase de la Copa Libertadores 2006. |
|  | Clasificados a la segunda fase de la Copa Libertadores 2006.                             |
|  | Clasificado a la primera fase de la Copa Libertadores 2006.                              |

| 1. 2. |

## Tabla de promedios
| Pos. | Equipo                  | Promedio | 2002-03 | 2003-04 | 2004-05 | Total | PJ  |
| ---- | ----------------------- | -------- | ------- | ------- | ------- | ----- | --- |
| 1.º  | River Plate             | 1,798    | 79      | 66      | 60      | 205   | 114 |
| 2.º  | Boca Juniors            | 1,771    | 79      | 75      | 48      | 202   | 114 |
| 3.º  | Vélez Sarsfield         | 1,684    | 66      | 53      | 73      | 192   | 114 |
| 4.º  | Banfield                | 1,500    | 48      | 64      | 59      | 171   | 114 |
| 5.º  | San Lorenzo             | 1,491    | 56      | 62      | 52      | 170   | 114 |
| 6.º  | Rosario Central         | 1,464    | 62      | 44      | 61      | 167   | 114 |
| 7.º  | Racing Club             | 1,412    | 53      | 50      | 58      | 161   | 114 |
| 8.º  | Newell's Old Boys       | 1,403    | 49      | 51      | 60      | 160   | 114 |
| 9.º  | Colón                   | 1,394    | 57      | 49      | 53      | 159   | 114 |
| 10.º | Arsenal                 | 1,385    | 49      | 55      | 54      | 158   | 114 |
| 11.º | Quilmes                 | 1,368    | –       | 60      | 44      | 104   | 76  |
| 12.º | Independiente           | 1,350    | 61      | 44      | 49      | 154   | 114 |
| 13.º | Estudiantes (LP)        | 1,298    | 43      | 44      | 61      | 148   | 114 |
| 14.º | Lanús                   | 1,289    | 51      | 42      | 54      | 147   | 114 |
| 15.º | Gimnasia y Esgrima (LP) | 1,210    | 46      | 38      | 54      | 138   | 114 |
| 16.º | Olimpo                  | 1,166    | 51      | 39      | 43      | 133   | 114 |
| 17.º | Argentinos Juniors      | 1,131    | –       | –       | 43      | 43    | 38  |
| 18.º | Instituto               | 1,105    | –       | –       | 42      | 42    | 38  |
| 19.º | Almagro                 | 0,921    | –       | –       | 35      | 35    | 38  |
| 20.º | Huracán (TA)            | 0,447    | –       | –       | 17      | 17    | 38  |

|  | Jugaron una promoción con dos equipos de la Primera B Nacional. |
|  | Descendieron a la Primera B Nacional.                           |

## Promociones
| Atlético de Rafaela                                                       | 2 - 1 | Argentinos Juniors  | Nuevo Monumental       | 6 de julio  | 15:00 |
| Argentinos Juniors                                                        | 3 - 0 | Atlético de Rafaela | Diego Armando Maradona | 10 de julio | 18:00 |
| Argentinos Juniors permaneció en Primera División con un global de 4 - 2. |       |                     |                        |             |       |

| Huracán                                                          | 1 - 2 | Instituto | Tomás Adolfo Ducó  | 6 de julio  | 19:00 |
| Instituto                                                        | 1 - 0 | Huracán   | Juan Domingo Perón | 10 de julio | 15:00 |
| Instituto permaneció en Primera División con un global de 3 - 1. |       |           |                    |             |       |

## Descensos y ascensos
Al finalizar el campeonato, los equipos de Almagro y Huracán de Tres Arroyos descendieron a la Primera B Nacional, siendo reemplazados por Tiro Federal de Rosario y Gimnasia y Esgrima de Jujuy para la temporada 2005-06. Por su parte, Instituto y Argentinos Juniors ganaron sus respectivas promociones frente a Huracán y Atlético de Rafaela, por lo que permanecieron en Primera División.